# Metapioplasta
Metapioplasta is een geslacht van vlinders uit de familie van de uilen (Noctuidae). De wetenschappelijke naam van dit geslacht is voor het eerst voorgesteld door Hans Daniel Johan Wallengren in een publicatie uit 1865.

## Soorten
- Metapioplasta burmana (Swinhoe, 1905)
- Metapioplasta gratiosa (Wallengren, 1856)
- Metapioplasta insocia (Walker, 1858)
- Metapioplasta microptera (Mabille, 1879)
- Metapioplasta minuscula (Hacker, Legrain & Fibiger, 2010)
- Metapioplasta rachiastis (Hampson, 1908)
- Metapioplasta simo (Wallengren, 1860)
- Metapioplasta tabberti (Hacker, Legrain & Fibiger, 2010)
- Metapioplasta transfigurata (Wallengren, 1856)